# الاپادامبا
الاپادامبا (به انگلیسی: Alapadamba) یک منطقهٔ مسکونی در هند است که در کرالا واقع شده‌است.

## خصوصیات
الاپادامبا ۷٬۸۲۸ نفر جمعیت دارد.